# Baranów Sandomierski
Baranów Sandomierski é um município da Polônia, na voivodia da Subcarpácia e no condado de Tarnobrzeg. Estende-se por uma área de 9,15 km², com 1 478 habitantes, segundo os censos de 2016, com uma densidade de 161,5 hab/km².